# Mir Zaman Gul
Pour les articles homonymes, voir Gul.
Mir Zaman Gul, né le 5 mars 1967, est un joueur professionnel de squash représentant le Pakistan. Il atteint en mars 1990 la 6e place mondiale sur le circuit international, son meilleur classement. Il est champion d'Asie en 1990 et 1996.

## Biographie
Au cours de sa carrière de joueur, il reçoit une suspension de douze mois après avoir commis un vol lors un tournoi avec son compatriote Zarak Jahan Khan ainsi que plusieurs sanctions pour mauvais comportement sur le court. En 2006 , il est banni à vie de toute responsabilité officielle après avoir menacé un fonctionnaire de la Fédération internationale de squash.

## Palmarès

### Titres
- Championnats d'Asie : 2 titres (1990, 1996)
- Championnats du monde par équipes : 1993

### Finales
- Championnats d'Asie : 1994